# Palaua pusilla
Palaua pusilla är en malvaväxtart som beskrevs av Ulbrich. Palaua pusilla ingår i släktet Palaua och familjen malvaväxter. Inga underarter finns listade i Catalogue of Life.